# Mosquito Range
Mosquito Range je pohoří v centrální části Colorada, ve Spojených státech amerických. Je součástí jižní části Skalnatých hor. Leží v okresech Lake County, Summit County a Park County.
Nejvyšší horou pohoří je Mount Lincoln (4 354 m). K dalším fourteeners náleží Mount Bross (4 320 m), Mount Democrat (4 312 m) a Mount Sherman (4 267 m).

## Geografie

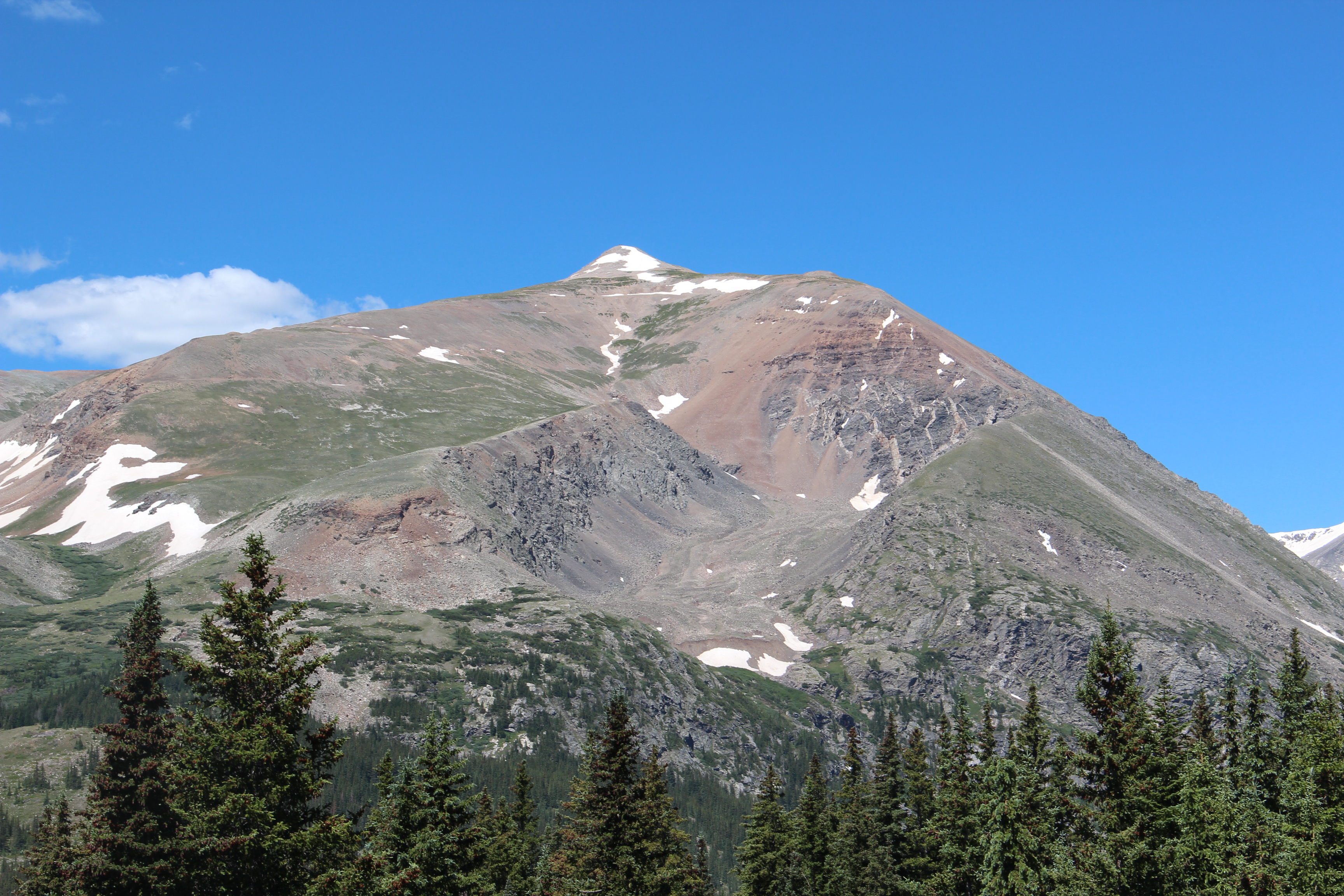
Mount Lincoln

Mouquito Range se rozkládá od průsmyku Hoosier Pass na severu k průsmyku Trout Creek Pass na jihu v délce okolo 60 km. Od hory North Star Mountain k průsmyku Weston Pass, více než polovinu své délky, hlavní hřeben pohoří neklesá pod hranici lesa. Západně od pohoří se nachází údolí řeky Arkansas a pohoří Sawatch Range, východně leží pohoří Front Range a severně se nachází pohoří Tenmile Range a Gore Range. Hlavní město Colorada Denver se nachází 115 km severovýchodně, nejvyšší hora Skalnatých hor Mount Elbert leží 25 km jihozápadně.

## Historie
Mosquito Range má jednu z nejdelších a nejvíce barvitých historií těžby rud v Coloradu. První zmínky sahají až do 16. století ke španělským horníkům. Hlavních rozmach zájmu o těžbu v pohoří začíná okolo roku 1860 se založením města Fairplay. V horách bylo nalezeno zlato a stříbro. Naleziště rud byla bohatá, nacházela se však ve vysokých nadmořských výškách. Jeden z dolů byl otevřen v průsmyku pod horou Mount Sherman ve výšce 3 850 m, jiný byl dokonce otevřen 100 metrů pod vrcholem Mount Lincolna, v nadmořské výšce více než 4 200 m. Laviny, hluboký sníh a velmi nízké teploty udělaly těžební práce velmi náročné. Navíc se přidaly i velmi nestálé ceny rud na světových trzích. Místní horníci pravděpodobně náleželi k prvním, kdo zdolali nejvyšší hory pohoří a pojmenovali je.